# River Awe
De River Awe (Schots-Gaelisch: Uisge Abha) is een korte rivier in Argyll and Bute in het zuidwesten van de Schotse Hooglanden. De rivier is de uitlaat van Loch Awe en stroomt in Loch Etive. De rivier stroomt vanaf een stuw die zich uitstrekt over het einde van een diepe arm van het loch die in noordwestelijke richting door de Pass of Brander uitsteekt vanuit het noordoost-zuidwest gerichte Loch Awe. De rivier wordt over een groot deel van zijn lengte begeleid door de spoorlijn van Glasgow naar Oban en door de weg A85, die beide halverwege de rivier oversteken. De Awe wordt ook overgestoken door een kleine verkeersbrug en een voetgangersbrug.
De rivier mondt uit in Loch Etive vlakbij het dorp Taynuilt en naast de aanlegsteiger vanwaar veerboten vroeger het verkeer via de B845 over het smalste deel van Loch Etive brachten.